# Élections sénatoriales de 2020 dans le Doubs
Les élections sénatoriales dans le Doubs ont lieu le dimanche 27 septembre 2020. Elles ont pour but d'élire les sénateurs représentant le département au Sénat pour un mandat de six années. 
Ces élections voient la victoire de la liste Union du centre (UDI-LaREM-MoDem) menée par Jean-François Longeot qui remporte deux sièges sur trois dans le Doubs. Le sénateur sortant Jacques Grosperrin conserve son siège. Le Parti socialiste perd son siège au Sénat. En effet la liste PS-PCF menée par Nicolas Bodin finit 4° derrière la liste de Génération.s menée par Barbara Romagnan.

## Contexte départemental
Lors des élections sénatoriales de 2014 dans le Doubs, trois sénateurs ont été élus selon un mode de scrutin proportionnel.
Depuis, tous les effectifs du collège électoral des grands électeurs ont été renouvelés, avec les élections départementales de 2015, les élections régionales de 2015, les élections législatives de 2017 et les élections municipales de 2020.

## Sénateurs sortants
| Sénateur | Sénateur               | Parti | Fonctions lors de l'élection en 2014                  |
| -------- | ---------------------- | ----- | ----------------------------------------------------- |
|          | Marie-Noëlle Schoeller | PS    | Adjointe au maire de Besançon                         |
|          | Jacques Grosperrin     | LR    | Conseiller régional, conseiller municipal de Besançon |
|          | Jean-François Longeot  | UDI   | Conseiller général, maire d'Ornans                    |

## Présentation des listes et des candidats
Les nouveaux représentants sont élus pour une législature de 6 ans au suffrage universel indirect par les 1 598 grands électeurs du département. Dans le Doubs, les sénateurs sont élus au scrutin proportionnel plurinominal. Leur nombre reste inchangé, trois sénateurs sont à élire et cinq candidats doivent être présentés sur la liste pour qu'elle soit validée. Chaque liste de candidats est obligatoirement paritaire et alterne entre les hommes et les femmes. Plusieurs listes seront déposées dans le département. Elles sont présentées ici dans l'ordre de leur dépôt à la préfecture et comportent l'intitulé figurant aux dossiers de candidature.

### Génération.s
| N° | Candidats | Candidats         | Parti | Principales fonctions                                        |
| -- | --------- | ----------------- | ----- | ------------------------------------------------------------ |
| 01 |           | Barbara Romagnan  | G.s   |                                                              |
| 02 |           | Jean Fried        | DVG   | Maire d’Allenjoie                                            |
| 03 |           | Dominique Perrier | G.s   | Adjointe au maire d'Étalans                                  |
|    |           |                   |       |                                                              |
| 04 |           | Pascal Godin      | G.s   | Conseiller municipal de Maîche                               |
| 05 |           | Géraldine Leroy   | G.s   | Conseillère départementale, conseillère municipale de Torpes |

### Parti socialiste - Parti communiste
| N° | Candidats | Candidats                | Parti | Principales fonctions                         |
| -- | --------- | ------------------------ | ----- | --------------------------------------------- |
| 01 |           | Nicolas Bodin            | PS    | Conseiller municipal de Besançon              |
| 02 |           | Magali Duvernois         | PS    | Conseillère départementale, maire d’Exincourt |
| 03 |           | Christophe Garnier       | PS    | Maire d'Éternoz                               |
|    |           |                          |       |                                               |
| 04 |           | Françoise Bacquet-Chatel | PCF   |                                               |
| 05 |           | Vincent Fuster           | PS    |                                               |

### Union des démocrates et indépendants (soutenu par LREM et le MoDem)
| N° | Candidats | Candidats               | Parti | Principales fonctions                                                                          |
| -- | --------- | ----------------------- | ----- | ---------------------------------------------------------------------------------------------- |
| 01 |           | Jean-François Longeot * | UDI   | Sénateur sortant                                                                               |
| 02 |           | Annick Jacquemet        | DVD   | Conseillère départementale, adjointe au maire de Saint-Vit                                     |
| 03 |           | Daniel Prieur           | UDI   | Président de la chambre interdépartementale d’agriculture du Doubs et du Territoire de Belfort |
|    |           |                         |       |                                                                                                |
| 04 |           | Nathalie Atar           | UDI   | Conseillère municipale de Bavans                                                               |
| 05 |           | Pierre Simon            | LREM  | Conseiller départemental                                                                       |

### Les Républicains
| N° | Candidats | Candidats                      | Parti | Principales fonctions           |
| -- | --------- | ------------------------------ | ----- | ------------------------------- |
| 01 |           | Jacques Grosperrin *           | LR    | Sénateur sortant                |
| 02 |           | Marie-France Bottarlini-Caputo | LR    | Maire d’Hérimoncourt            |
| 03 |           | Denis Leroux                   | LR    | Conseiller départemental        |
|    |           |                                |       |                                 |
| 04 |           | Bénédicte Hérard               | LR    | Adjointe au maire de Pontarlier |
| 05 |           | Frédéric Cartier               | LR    | Maire de Sancey                 |

### Rassemblement national (soutenu par Les Patriotes)
| N° | Candidats | Candidats            | Parti | Principales fonctions |
| -- | --------- | -------------------- | ----- | --------------------- |
| 01 |           | Jacques Ricciardetti | RN    | Conseiller régional   |
| 02 |           | Sophie Amella        | RN    | Conseillère régionale |
| 03 |           | Philippe Mougin      | LP    |                       |
|    |           |                      |       |                       |
| 04 |           | Géraldine Grangier   | RN    |                       |
| 05 |           | Thomas Lutz          | RN    |                       |

## Résultats
| Tête de liste                                                                             | Tête de liste            | Liste                         | Voix  | %     | Sièges |  |
| ----------------------------------------------------------------------------------------- | ------------------------ | ----------------------------- | ----- | ----- | ------ |  |
|                                                                                           | Jean-François Longeot    | Divers droite (UDI - LREM)    | 579   | 35,81 | 2      |  |
| Bon sens et proximité                                                                     |                          |                               | 579   | 35,81 | 2      |  |
|                                                                                           | Jacques Grosperrin       | Les Républicains              | 452   | 27,95 | 1      |  |
| Le Doubs nous rassemble                                                                   |                          |                               | 452   | 27,95 | 1      |  |
|                                                                                           | Barbara Romagnan         | Divers gauche (G.s)           | 282   | 17,44 | 0      |  |
| Une sénatrice libre pour le Doubs                                                         |                          |                               | 282   | 17,44 | 0      |  |
|                                                                                           | Nicolas Bodin            | Union de la gauche (PS - PCF) | 246   | 15,40 | 0      |  |
| Liste À votre écoute pour agir                                                            |                          |                               | 246   | 15,40 | 0      |  |
|                                                                                           | Jacques Ricciardetti     | Rassemblement national (LP)   | 55    | 3,40  | 0      |  |
| Liste localiste présentée par le Rassemblement national pour le rééquilibrage territorial |                          |                               | 55    | 3,40  | 0      |  |
|                                                                                           |                          |                               |       |       |        |  |
| Votes valides                                                                             | Votes valides            | Votes valides                 | 1 617 | 98,72 |        |  |
| Votes blancs                                                                              | Votes blancs             | Votes blancs                  | 8     | 0,49  |        |  |
| Votes nuls                                                                                | Votes nuls               | Votes nuls                    | 13    | 0,79  |        |  |
| Total                                                                                     | Total                    | Total                         | 1 638 | 100   | 3      |  |
| Abstention                                                                                | Abstention               | Abstention                    | 11    | 0,67  |        |  |
| Inscrits / participation                                                                  | Inscrits / participation | Inscrits / participation      | 1 649 | 99,33 |        |  |